# Rehulary
Rehulary (biał. Рэгуляры, ros. Регуляры, Riegulary) – wieś na Białorusi, w obwodzie witebskim, w rejonie brasławskim, w sielsowiecie Widze. W 2019 liczyła 82 mieszkańców.